# Horst Gronemeyer
Horst Gronemeyer (* 16. Dezember 1933 in Altona; † 29. November 2024 in Kiel) war ein deutscher Bibliothekar und Germanist.

## Leben
Gronemeyer studierte von 1953 bis 1961 deutsche und klassische Philologie an der Universität Hamburg. Nach dem Studium wurde er Lektor für deutsche Sprache und Literatur an der Universität Edinburgh (1961–1963). 1963 publizierte er seine an der Universität Hamburg eingereichte Dissertation mit dem Titel Untersuchungen zur Geschichte der deutschen Vergil-Übertragung mit besonderer Berücksichtigung Rudolf Alexander Schröders. Von 1963 bis 1998 war Gronemeyer Bibliothekar an der Staats- und Universitätsbibliothek Hamburg, von 1978 bis 1998 deren Direktor und Professor. 
Ab 1974 war er Forschungsleiter und Mitherausgeber der historisch-kritischen Ausgabe der Werke und Briefe von Friedrich Gottlieb Klopstock. 1997 gab er die Briefe des Hamburger Dichters Friedrich von Hagedorn heraus, über den er 2008 das Lebensbild Friedrich von Hagedorn, Hamburgs vergessener Dichter veröffentlichte. Von 1982 bis 2002 war Gronemeyer Vorsitzender der Maximilian-Gesellschaft, der größten deutschen bibliophilen Vereinigung. Er war Mitglied der Akademie der Wissenschaften in Hamburg.